# Congrès d'Épinay
Le congrès d'Épinay, officiellement congrès d'unification des socialistes, 58e congrès ordinaire du parti, a lieu du 11 au 13 juin 1971 au gymnase Léo-Lagrange à Épinay-sur-Seine (Seine-Saint-Denis). Il permet à François Mitterrand, nouvel adhérent du Parti socialiste dirigé depuis 1969 par Alain Savary, d'en devenir premier secrétaire et d'en prendre le contrôle, sur une ligne d'union de la gauche, apparaissant dès lors comme son candidat naturel à la prochaine élection présidentielle.

## Vue d'ensemble
En 1969, au congrès d'Alfortville, la SFIO a subi un profond renouvellement, devenant le « Nouveau Parti socialiste » (NPS) et adoptant pour symbole le poing et la rose. Guy Mollet, secrétaire général depuis 1946, a alors laissé le poste à Alain Savary.
Le congrès d'Épinay est l'occasion d'un large regroupement de la famille socialiste, à l'exception du PSU : s'intègrent au Parti socialiste la Convention des institutions républicaines (CIR), regroupement de clubs (Club des Jacobins, Démocratie et Université, etc.) présidé par François Mitterrand, ainsi qu’un nombre non négligeable de militants issus du « courant chrétien », notamment de la CFDT. Les délégués sont au nombre de 957, dont 800 socialistes et 97 conventionnels. Pour François Mitterrand, « la révolution, c'est d'abord une rupture avec l'ordre établi. Celui-qui n'accepte pas cette rupture avec l'ordre établi, avec la société capitaliste, celui-là ne peut pas être adhérent du Parti socialiste ».
François Mitterrand est élu Premier secrétaire du nouveau parti, avec le mandat de préparer les bases d'un accord de gouvernement avec le Parti communiste français, dans la perspective des législatives de 1973 et au-delà ; cet objectif est atteint dès 1972, avec le Programme commun de gouvernement d'union de la gauche, signé entre le PS, le PCF et le Mouvement des radicaux de gauche (MRG) de Robert Fabre.
Pierre Mauroy devient secrétaire à la coordination, c'est-à-dire numéro 2 officieux du PS. Celui-ci dira par la suite : « Seul le CERES votera contre moi », signifiant déjà son ambition.
Le congrès permet de constituer un Parti socialiste organisé pour prendre le pouvoir dans la configuration de la Ve République, qui donne la primauté à l'élection présidentielle, avec une ligne politique résolument à gauche. L'historien Jacques Moreau écrit : « Le Parti socialiste a pris alors, seul en Europe, comme base idéologique et programmatique le slogan révolutionnaire de rupture avec le capitalisme, qu'il n'a officiellement rayé de ses principes qu'en 1991 ».

## Déroulement du congrès

### Vendredi 11 juin
Après les mots de bienvenue du maire Gilbert Bonnemaison et du secrétaire de la fédération départementale de la Seine-Saint-Denis Marcel Debarge, Nicole Questiaux présente le rapport de la délégation nationale chargée de l'organisation du congrès. Le projet de règlement intérieur du congrès est ensuite adopté à l'unanimité moins deux voix et une abstention.
L'après-midi, la séance est placée sous la présidence de Jean Baboulène. Le premier secrétaire Alain Savary ouvre le débat d’orientation jusqu'à 20h05, qui se poursuit en nocturne jusqu'à 23h30.

### Samedi 12 juin
Pierre Joxe présente le rapport de la commission des structures, chargée de rédiger les statuts du parti, qui a choisi le nom « Parti Socialiste » (22 voix sur 34, 11 voix pour « Nouveau parti socialiste »). L’article 2 entérine l'adhésion à l'Internationale socialiste comme proposé par Robert Verdier. Les débats sont vifs quant au mode de désignation des membres du comité directeur, décisif pour le contrôle du nouveau parti.
- La commission dirigée par Pierre Joxe propose de conserver le « statu quo majoritaire » (élection à la majorité et garantie de représentation des minorités), système adopté par la SFIO depuis 1963 et conservé par le nouveau PS en 1969.
- la majorité sortante (Savary-Mollet) propose d’appliquer la proportionnelle intégrale dès lors qu’une des motions en présence obtient la majorité (ce n’est pas le cas à Épinay) et, dans le cas contraire, une proportionnelle aménagée : la motion arrivée en tête obtient dans un premier temps ce que lui donnerait la proportionnelle intégrale, les autres motions dépassant le seuil de 10 ou 15 % (seuil laissé en suspens) se voyant attribuer les 3/4 des places que leur auraient données la proportionnelle, le reste allant à la motion arrivée en tête.
- Le CERES défend la proportionnelle au vote indicatif avec barre à 5 %.

Le vote a lieu après débat entre « scrutin majoritaire » et la proposition du CERES, cette dernière l'emportant (et étant toujours en vigueur). Ce premier vote est aussi un premier revers pour la direction Savary. L'adoption des statuts se poursuit après le déjeuner. Puis reprise du débat d'orientation avec notamment les interventions de Jean Poperen et Jean-Pierre Chevènement.

### Dimanche 13 juin
Sous la présidence de Georges Fillioud, les ténors font leur intervention pour clore le débat d'orientation : Pierre Mauroy, François Mitterrand, Guy Mollet, Georges Sarre, Robert Buron. Les votes interviennent ensuite. Selon les statuts à peine adoptés, l'élection des membres du comité directeur à la proportionnelle donne la victoire à l'alliance entre les motions R, L et P (Mauroy, Mitterrand et CERES) par 51,26 % des mandats contre 48,73 % et fait de Mitterrand le premier secrétaire du PS. Le débat s'est focalisé sur la question de l'alliance éventuelle avec le Parti communiste français. La première coalition prônait un accord avec le PCF reposant sur l'élaboration d'un programme de gouvernement, alors que la seconde posait en préalable l'instauration d'un dialogue idéologique avec lui. Le congrès mandate sa nouvelle direction pour préparer un accord de gouvernement avec le PCF.
Jean-Pierre Chevènement dit :

« Le coup passa très près : le texte Mitterrand obtenait 43 926 voix et celui d’Alain Savary 41 757. Il y avait 3 925 abstentions et 1 028 absents. Il est clair que la fraction la plus anticommuniste du parti s’était finalement dérobée, refusant de voter un texte si manifestement contraire à sa pensée. Il eût suffi de peu de choses, au total, pour inverser le résultat ! »

### Résultats des motions
Résultats des votes des motions, :
- Motion O "Pour un parti socialiste fort et pour la recherche de l'union de la gauche" (Alain Savary et Guy Mollet) : 30 394 mandats (32,3 %)
- Motion R "La gauche a besoin d'un parti socialiste fort" (Pierre Mauroy et Gaston Defferre) : 25 914 mandats (31,8) %
- Motion L "Pour le Socialisme, un parti uni et puissant"(Louis Mermaz, Robert Pontillon, soutenue par François Mitterrand) : 14 375 mandats (15,3 %)
- Motion M "Pour un puissant Parti Socialiste orienté à gauche" (Jean Poperen) : 10 850 mandats (11,5 %)
- Motion P "Unité et rénovation pour une victoire du socialisme en 1973" (CERES, Jean-Pierre Chevènement) : 7 775 mandats (8,3 %)
- Motion K "Orientations fondamentales et organisation du nouveau Parti Socialiste" (Robert Buron, Objectif 72) : 542 mandats (0,6 %)
- Motion J (Gérard Vincent) : 146 mandats (0,2 %)

En clôture du congrès, un vote départage deux motions "finales" :
- Motion présentée par François Mitterrand (fusionne les motions R, L et P) : 43 926 mandats (51,3 % des exprimés)
- Motion présentée par Alain Savary (fusionne les motions O et M) : 41 757 mandats (48,7 % des exprimés)
- abstentions et non participation au vote : 4 008 mandats (4,5 %)

## Composition de la nouvelle direction

### Comité directeur
Le comité directeur exécute et fait exécuter la motion d'orientation majoritairement adoptée par le congrès. Il constitue en quelque sorte le parlement interne du parti, car il est le reflet direct de la réalité des sensibilités et des courants du PS. À l'issue de ce congrès, il est composé de :
- 28 représentants de la motion O (Savary - Mollet)
- 23 représentants de la motion R (Mauroy - Defferre)
- 13 représentants de la motion L (Mermaz - Mitterrand)
- 10 représentants de la motion M (Poperen)
- 7 représentants de la motion P (CERES)

Réuni le 16 juin 1971, le nouveau comité directeur désigne les membres du Bureau exécutif et du Secrétariat du parti.

### Bureau exécutif
Le bureau exécutif assure l'administration et la direction du parti dans le cadre des attributions que lui délègue le comité directeur. Ses membres sont désignés selon les mêmes procédures que les membres du comité directeur :
- 8 membres sont issus de la motion O : Alain Savary, Pierre Bérégovoy, André Boulloche, Denis Cépède, Claude Fuzier, Jacques-Antoine Gau, Jacques Piette et Dominique Taddei.
- 5 membres sont issus de la motion L : François Mitterrand, Claude Estier, Georges Fillioud, Albert Gazier, Pierre Joxe et Robert Pontillon.
- 3 membres sont issus de la motion R : Pierre Mauroy, Gérard Jaquet, Charles-Émile Loo.
- 2 membres sont issus de la motion M : Jean Poperen et Pierre Feuilly.
- 2 membres sont issus de la motion P : Jean-Pierre Chevènement et Georges Sarre.

### Secrétariat du parti
Les membres du secrétariat sont élus par le comité directeur sur proposition du premier secrétaire. Ils ont la charge de la mise en œuvre des décisions prises par le comité directeur et le bureau exécutif. Le secrétariat, assure ainsi la gestion du parti.
- Premier secrétaire : François Mitterrand
- Secrétaire national à la coordination : Pierre Mauroy
- Secrétaire national aux programmes et aux relations avec les organismes associés : Jean-Pierre Chevènement
- Secrétaire national à la presse : Claude Estier
- Secrétaire national à l'organisation et à la propagande : Georges Fillioud
- Secrétaire national aux relations extérieures : Gérard Jaquet
- Secrétaire national à la formation et à l'administration : Pierre Joxe
- Secrétaire national à l'organisation et au budget : Charles-Émile Loo
- Secrétaire national aux affaires internationales : Robert Pontillon
- Secrétaire national à l'organisation et aux animations : Georges Sarre